# Teniorhinus
Teniorhinus là một chi bướm ngày thuộc họ Bướm nâu.